# إيرا إي. إينمان
إيرا إي. إينمان هو فلاح وسياسي أمريكي، ولد في 7 ديسمبر 1868، وتوفي في 1 ديسمبر 1954. نشط حزبياً في الحزب الجمهوري. وقد انتخب عضو جمعية ولاية ويسكونسن ‏.